# Kabinett Hichilema

Wappen von Sambia

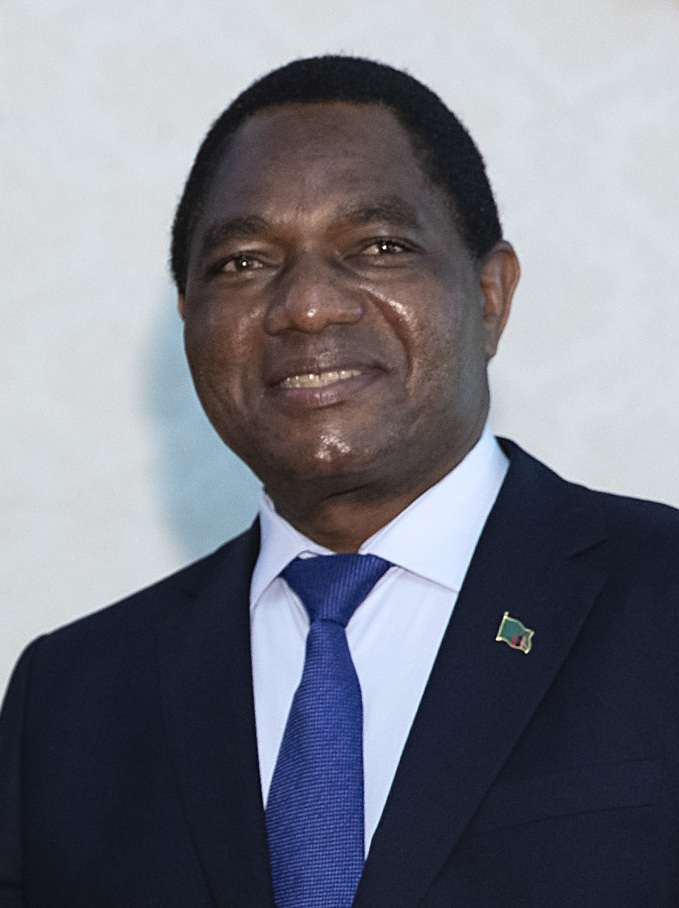
Staatspräsident Hakainde Hichilema

Das Kabinett Hichilema ist die Regierung von Sambia, die am 7. September 2021 von Staatspräsident Hakainde Hichilema gebildet wurde.
Bei den Präsidentschaftswahlen am 12. August 2021 erhielt Hakainde Hichilema von der Vereinigten Partei für die nationale Entwicklung (United Party for National Development, UPND) 57,9 Prozent der Stimmen und siegte damit über Amtsinhaber Edgar Lungu von der Patriotischen Front (Patriotic Front, PF), der 37,3 Prozent erhielt. Die Wahlbeteiligung lag bei 70,9 Prozent. Bei der gleichzeitig stattfindenden Parlamentswahl gewann die UPND 81 von 156 Sitzen, die PF 63 und die Unabhängigen 10. Hichilema wurde am 24. August vereidigt und ernannte bereits am 27. August Situmbeko Musokotwane zum Finanzminister. Die neue Regierung, der unter anderem Stanley Kasongo Kakubo als Außenminister, Ambrose Lufuma als Verteidigungsminister und Jack Mwiimbu als Innenminister angehören, wurde am 7. September 2021 ernannt. Der Regierung gehören neben dem Präsidenten und der Vizepräsidentin Mutale Nalumango 24 Kabinettsminister sowie zehn Minister für die Provinzen angegehören. Die Minister sind überwiegend Mitglieder der UPND oder parteilose Politiker.

## Kabinettsmitglieder
Dem Kabinett gehören folgende Personen an:

### Staatspräsident und Vizepräsidentin
| Amt             | Amtsinhaber        | Partei |
| --------------- | ------------------ | ------ |
| Staatspräsident | Hakainde Hichilema | UPND   |
| Vizepräsidentin | Mutale Nalumango   | UPND   |

### Kabinettsminister
| Amt                                                                    | Amtsinhaber               | Partei    |
| ---------------------------------------------------------------------- | ------------------------- | --------- |
| Ministerin für Information und Medien !! Chushi C. Kasanda !! UPND     |                           |           |
| Minister für Auswärtiges und Internationale Kooperation                | Stanley Kasongo Kakubo    | UPND      |
| Minister für grüne Wirtschaft und Umwelt                               | Collins Nzovu             | UPND      |
| Minister für Bergbau und Mineralienentwicklung                         | Paul C. C. Kabuswe        | UPND      |
| Minister für Unternehmen, Handel und Industrie                         | Chipoka Mulenga           | UPND      |
| Minister für Verkehr und Logistik                                      | Frank Tayali              | UPND      |
| Landwirtschaftsminister                                                | Reuben Mtolo Phiri        | UPND      |
| Bildungsminister                                                       | Douglas Munsaka Syakalima | UPND      |
| Gesundheitsministerin                                                  | Sylvia Masebo             | UPND      |
| Minister für Wasserntwicklung und Abwasserentsorgung                   | Mike Mposha               | UPND      |
| Minister für Jugend, Sport und Künste                                  | Elvis Chishala Nkandu     | UPND      |
| Minister für Land und natürliche Ressourcen                            | Elijah Julaki Muchima     | UPND      |
| Verteidigungsminister                                                  | Ambrose Lwiji Lufuma      | UPND      |
| Ministerin für Arbeit und soziale Sicherheit                           | Brenda Mwika Tambatamba   | UPND      |
| Tourismusminister                                                      | Rhodine Sikumba           | UPND      |
| Minister für Kommunalverwaltung und ländliche Entwicklung              | Gary G. Nkombo            | UPND      |
| Minister für Inneres und innere Sicherheit                             | Jacob „Jack“ Mwiimbu      | UPND      |
| Minister für Finanzen und nationale Planung                            | Situmbeko Musokotwane     | UPND      |
| Minister für Fischerei und Viehzucht                                   | Makozo Chikote            | UPND      |
| Energieminister                                                        | Peter Chibwe Kapala       | Parteilos |
| Minister für Gemeindeentwicklung und soziale Dienste                   | Doreen Mwamba             | Parteilos |
| Minister für Infrastrastrukt, städtisches Wohnen und Entwicklung       | Charles Milupi            | Parteilos |
| Minister für Technologie und Wissenschaft                              | Felix C. Mutati           | Parteilos |
| Minister für die Entwicklung kleiner und mittelständischer Unternehmen | Elias Mubanga             | Parteilos |

### Provinzminister
| Amt                | Amtsinhaber                                  | Partei |
| ------------------ | -------------------------------------------- | ------ |
| Zentralprovinz     | Credo Nanjuwa                                | UPND   |
| Provinz Copperbelt | Elisha Matambo                               | UPND   |
| Ostprovinz         | Peter Phiri                                  | UPND   |
| Provinz Luapula    | Derricky Chilundika                          | UPND   |
| Provinz Lusaka     | Sheal Mulyata                                | UPND   |
| Nordprovinz        | Leonard Mbao September 2023: Njavwa Simutowe | UPND   |
| Nordwestprovinz    | Robert Lihefu                                | UPND   |
| Südprovinz         | Cornelius Mweetwa                            | UPND   |
| Westprovinz        | Kapelwa Mbangweta                            | UPND   |
| Provinz Muchinga   | Henry Sikazwe                                | UPND   |